# Amnezia VPN
Amnezia VPN — бесплатный сервис с открытым исходным кодом, позволяющий создать личный VPN на сервере пользователя. В решении используются протоколы OpenVPN, WireGuard, Shadowsocks, IKEv2 и Cloak, позволяющий маскировать VPN-трафик.
Установка происходит через графический интерфейс без использования командной строки. Данная разработка является схожей с Outline VPN от Jigsaw (технологического инкубатора Google), но имеет более широкий спектр протоколов VPN, в отличие от Outline VPN, позволяющей использовать только протокол Shadowsocks.

## История
Первая версия была спроектирована в 2020 году в ходе хакатона Demhack, который проводят цифровые правозащитники из организации Роскомсвобода. После этого проект пригласили в Privacy Accelerator.
Amnezia VPN не требует от пользователей регистрации, позволяя получать доступ ко всем функциям анонимно. Он не ведет никаких журналов активности пользователей, не отслеживает их и не использует их личные данные в каких-либо целях. В сентябре 2022 года проект прошел аудит безопасности.

## Amnezia Free
Разработчики совместно с организацией Роскомсвобода запустили Telegram-бот для бесплатного доступа к заблокированным веб-сайтам СМИ и социальным сетям в марте 2022 года, когда российские власти начали блокировать СМИ и глобальные социальные платформы на основании военной цензуры. Всего за год работы Amnezia Free скачали почти 300 000 раз, а число активных пользователей достигло порядка 250 тысяч.

## Оценки
По данным Meduza, Amnezia является самым устойчивым решением блокировок Роскомнадзора.